# Magasházy István
Magasházy István (névváltozataː Magasházi; Budapest, 1948. május 20. – 2014. december 19.) Aase-díjas magyar színész, operetténekes.

## Életpályája
1970-ben fejezte be zeneiskolai, majd opera-továbbképző tanulmányait. 1969 és 1975 között az Állami Déryné Színház tagja volt. 1975 és 2014 között a Budapesti Operettszínház színésze volt.Vendégművészként játszott a Turay Ida Színházban is. 
„Magasházy soha nem főszerepeket alakított, a szó klasszikus értelmében vett igazi epizodista volt. Nem vágyott többre, alázattal, mélységes tisztelettel és szeretettel szolgálta a számára oly szent színházat” – írták nekrológjában.

## Fontosabb színházi szerepei
- Szakcsi Lakatos Béla – Csemer Géza: Dobostorta... Dobos C. József, cukrászmester
- Szirmai Albert – Bakonyi Károly – Gábor Andor: Mágnás Miska... Korláth gróf; Leopold
- Kálmán: Marica grófnő... Alfréd; Tschekko
- ifj. Johann Strauss: A denevér... Blind
- Mozart: Figaro házassága... Antonio, kertész, Susanna nagybátyja és gyámja
- Franz von Suppé: Boccaccio... Cecco
- Jerry Bock: Hegedűs a háztetőn... Náhum, koldus
- John Kander – Fred Ebb – Bob Fosse: Chicago... Riporter
- Eisemann Mihály: Zsákbamacska... Fracák
- Jacobi Viktor: Leányvásár... Jefferson, Harrison titkára
- Kacsóh Pongrác: János vitéz... Bartolo
- Huszka Jenő: Lili bárónő... Becsei tiszttartó
- Hervé: Nebáncsvirág... Loriot őrmester
- Lehár Ferenc: Cigányszerelem... Misa
- Madarász Iván: Robin Hood... Willy
- Ránki György: Pomádé király... Garda Roberto; Mézesbábos

## Film- és tévészerepei
- Éljen az egyenlőség (1980)
- Zenés TV színház (1979-1987)

- Koldusdiák (1979)
- Croneville-i harangok (1982)
- Canterville-i kísértet (1987)
- Tűzvonalban (2009)

## Díjai és kitüntetései
- Aase-díj (2014)[5]